# Leer
Pour les articles homonymes, voir Leer (homonymie).
Leer (en allemand : /leːɐ̯/, ? Écouter [Fiche]) est une ville de Frise orientale, chef-lieu de l’arrondissement de Leer, en Basse-Saxe. Elle est située sur la rive droite de la Leda et du fleuve Ems, à l'exception des lieux-dits Bingum et Nettelburg, situés respectivement de l'autre côté de l'Ems et de la Leda.
Avec plus de 34 000 habitants, elle est, derrière Emden et Aurich, la troisième plus grosse ville de Frise orientale. En allemand standard, les habitants sont appelés Leeraner, en bas-allemand Leerders (qui est aussi un adjectif).
Grâce à son port maritime, cette ville située à l'embouchure de l’Ems et de la Leda est depuis des siècles un carrefour commercial. Elle abrite le siège social de quelques-unes des plus grosses sociétés commerciales d'Allemagne, comme le groupe  Bünting. Terminus des réseaux autoroutiers et ferroviaires de la région, Leer est la plus grande place commerciale de Frise orientale, et on la surnomme la « Porte de Frise » (Tor Ostfrieslands).
La vieille ville a pu préserver bon nombre d'édifices anciens : quatre châteaux, des maisons fortes et plusieurs églises. La ville est entre autres le siège du consistoire régional calviniste, et du Service Fédéral de Secours d'urgence de la Bundeswehr (Kommandos Schnelle Einsatzkräfte Sanitätsdienst).
Aux XIVe et XVe siècles, sous l'impulsion d'un hobereau frison, Focko Ukena, Leer fut un temps la capitale de fait de la Frise orientale, quoiqu'elle n'ait obtenu le statut de « ville » qu'en 1823 (elle n'avait jusque-là que le statut de « marché »).
Comme les premiers habitants de la région ne vivaient que de pêche et d'élevage de bovins, le toponyme de Leer se rattache vraisemblablement au vieux mot germanique hlér, désignant une prairie.
A Leer se trouve le siège de l'Église protestante réformée (allemand : Evangelisch-reformierte Kirche, ERK), l'une des 22 églises protestantes officielles (Landeskirche) membres de l’Église protestante en Allemagne (EKD).

## Quartiers
- Loga

## Histoire
| Appartenances historiques Comté de Frise-Orientale 1464-1654 Principauté de Frise-Orientale 1654-1744 Royaume de Prusse 1744-1806 Royaume de Hollande 1806-1811 Empire français (Ems-Oriental) 1811-1814 Royaume de Hanovre 1814-1866 Royaume de Prusse (Province de Hanovre) 1866-1918 République de Weimar 1918-1933 Reich allemand 1933-1945 Allemagne occupée 1945-1949 Allemagne 1949-présent |

## Jumelages
- Trowbridge (Royaume-Uni)
- Elbląg (Pologne)